# Sthenias puncticornis
Sthenias puncticornis är en skalbaggsart som beskrevs av Leon Fairmaire 1891. Sthenias puncticornis ingår i släktet Sthenias och familjen långhorningar.
Artens utbredningsområde är Kenya. Inga underarter finns listade i Catalogue of Life.